# 赤松中学
赤松 中学（あかまつ ちゅうがく）は、日本のライトノベル作家、漫画原作者、シナリオライター。シナリオ工房 月光所属。

## 概要
「生年月日、年齢、出身地、現住所にいたる全てが不明の覆面作家」を自称している。『アストロノト!』で第3回MF文庫Jライトノベル新人賞優秀賞を受賞。
代表作である『緋弾のアリア』は2011年4月に、『緋弾のアリアAA』は2015年10月に、テレビアニメ化された。
天望良一は実弟である。

## 作品一覧

### 小説
- アストロノト!（『MF文庫J』、イラスト：bomi、2007年 - 2008年、全3巻）
- 緋弾のアリア[1]（『MF文庫J』、イラスト：こぶいち、2008年 - 、既刊48巻〈本編43巻+番外編1巻+AA4巻〉）
- やがて魔剱のアリスベル（『電撃文庫』、イラスト：閏月戈、2012年 - 2016年、全7巻〈本編6巻+番外1巻〉）
- チアーズ!（『MF文庫J』、イラスト：こぶいち、2017年 - 2020年、全6巻）

### 漫画
- ホームズ・ツインズ!（2006年 - 2007年 / 『月刊少年ブラッド』連載、原作：シナリオ工房 月光 / 作画：辻野芳輝）
「シナリオ工房 月光」名義でシナリオスタッフとして日野光里と共に原作を担当。第1話 - 第3話を執筆。
- 緋弾のアリアAA（2010年 - 2018年 / 『ヤングガンガン』連載 / 作画：橘書画子）
『緋弾のアリア』のスピンオフ作品。全14巻。
- フェンリル（2018年 - 2021年 / 『月刊ビッグガンガン』連載 / 作画：大西実生子、全4巻）

### アニメシナリオ
- 緋弾のアリアAA（第8話）
- 緋弾のアリア　(全13話)